# Појана (Телеорман)
Појана (рум. Poiana) насеље је у Румунији у округу Телеорман у општини Чуперчени. Oпштина се налази на надморској висини од 25 m.

## Становништво
Према подацима из 2002. године у насељу је живело 818 становника, од којих су сви румунске националности.